# Siemensstadt
Siemensstadt er et område i bydelen Spandau i det vestlige Berlin, der har sit navn efter hovedsædet for elektronikkoncernen Siemens.
Områdets udvikling tog fart i slutningen af 1800-tallet og begyndelsen af 1900-tallet. Udover Siemens' virksomheder rummer området mange etageejendomme i karakteristisk funkisstil, ligesom gadenavnene også minder om områdets tilknytning til Siemens, eksempelvis Wattstraße, Voltastraße og Ohmstraße. Boligerne i funktionalismen blev i overvejende grad opført i mellemkrigstiden og er tegnet af bl.a. Hans Hertlein og Hans Scharoun. Ledende arkitekter som Walter Gropius, Otto Bartning og Hugo Häring deltog i projektet Wohngroßsiedlung Siemensstadt.
52°32′26″N 13°13′47″Ø / 52.54056°N 13.22972°Ø